# Hypsiboas polytaenius
Hypsiboas polytaenius és una espècie de granota que viu al Brasil.